# 其他机器人皆地狱
《其他机器人皆地狱》（英語：Hell Is Other Robots）是美国动画剧集《飞出个未来》第一季的第九集，于1999年5月18日通过福克斯电视网在美国首播。节目由埃里克·卡普兰编剧，里奇·摩尔执导，客串明星包括以真实身份出镜的野兽男孩成员，以及为机器人魔鬼配音的丹·卡斯泰拉内塔。
本集是《飞出个未来》首度聚焦机器人班德，他在剧中对电上瘾，并在电瘾造成不利影响后加入机器人圣殿教。但他又无法抗拒弗莱和莉拉提供的美酒和妓女诱惑，很快就把教义抛在脑后，机器人魔鬼找上门来，把班德送入机器人地狱。最终弗莱和莉拉救出班德，大家一起逃出机器人地狱。
《飞出个未来》多个常设角色在本集首度出镜，包括机器人魔鬼、莱昂内尔传教机器人牧师等，还首度出现恶搞山达基教会的机器人圣殿教。节目播出后获得好评，是马特·格勒宁最喜欢的四集《飞出个未来》之一，之后与另外三集一起发行DVD套装《怪物机器人狂人乐趣收藏》。

## 剧情
机器人班德观看野兽男孩演唱会后前去参加老友芬德（Fender，是台大型吉他音箱）举办的聚会，然后与其他机器人一起吸电并染上电瘾。班德电瘾越来越重，差点儿因注射电力风暴丧命，促使他决定戒除电瘾并开始寻求帮助。他加入机器人圣殿教，接受犯下罪行就要永世堕入机器人地狱的教义。莱昂内尔传教机器人牧师用油为班德洗礼，然后给他焊上机器人圣殿教的标志。班德随后向同事说起入教经历，弗莱和莉拉不厌其烦，希望班德恢复以前的模样。两人伪造新泽西州大西洋城发来的快递，用美酒和妓女勾引班德，班德最终忍不住诱惑，撕下机器人圣殿教的标志朝外一扔，但标志一直在发出不祥的蜂鸣。
班德在酒店和三名机器女人作乐，听到门响后一开门就被打晕过去，醒来时发现自己置身机器人地狱，机器人魔鬼声称班德加入机器人圣殿教时就已承诺犯罪就要受惩罚。弗莱和莉拉发现班德失踪后利用尼卜勒（Nibbler）强大的嗅觉寻找，并在废弃的游乐园找到机器人地狱入口。音乐响起，机器人魔鬼开始详细说明班德即将面对的惩罚，曲目结束时，弗莱和莉拉赶到现场，开始为班德向机器人魔鬼求情。
机器人魔鬼称，根据《2275年地狱公平法》（Fairness in Hell Act of 2275），赢回班德灵魂的唯一办法只有同魔鬼比赛演奏小提琴并获胜。机器人魔鬼率先演奏安东尼奥·巴齐尼（Antonio Bazzini）的《妖精之舞》（La Ronde des Lutins）。会打鼓的莉拉上台迎战，但只拉出几个音就足以证明她根本不是机器人魔鬼的对手，结果她就用手中的小提琴砸向机器人魔鬼。弗莱、莉拉和班德马上逃跑，班德从会飞的酷刑机器人身上偷来翅膀，然后带着弗莱和莉拉飞走。莉拉扔下沉重的黄金小提琴并砸在机器人魔鬼头上，与班德和弗莱顺利逃脱。班德承诺永远不再做什么大善机器人或大恶机器人，但还是先不退出机器人圣殿教。节目结束出现字幕时响起的电视剧主题曲不是原版，而是混音版。

## 制作

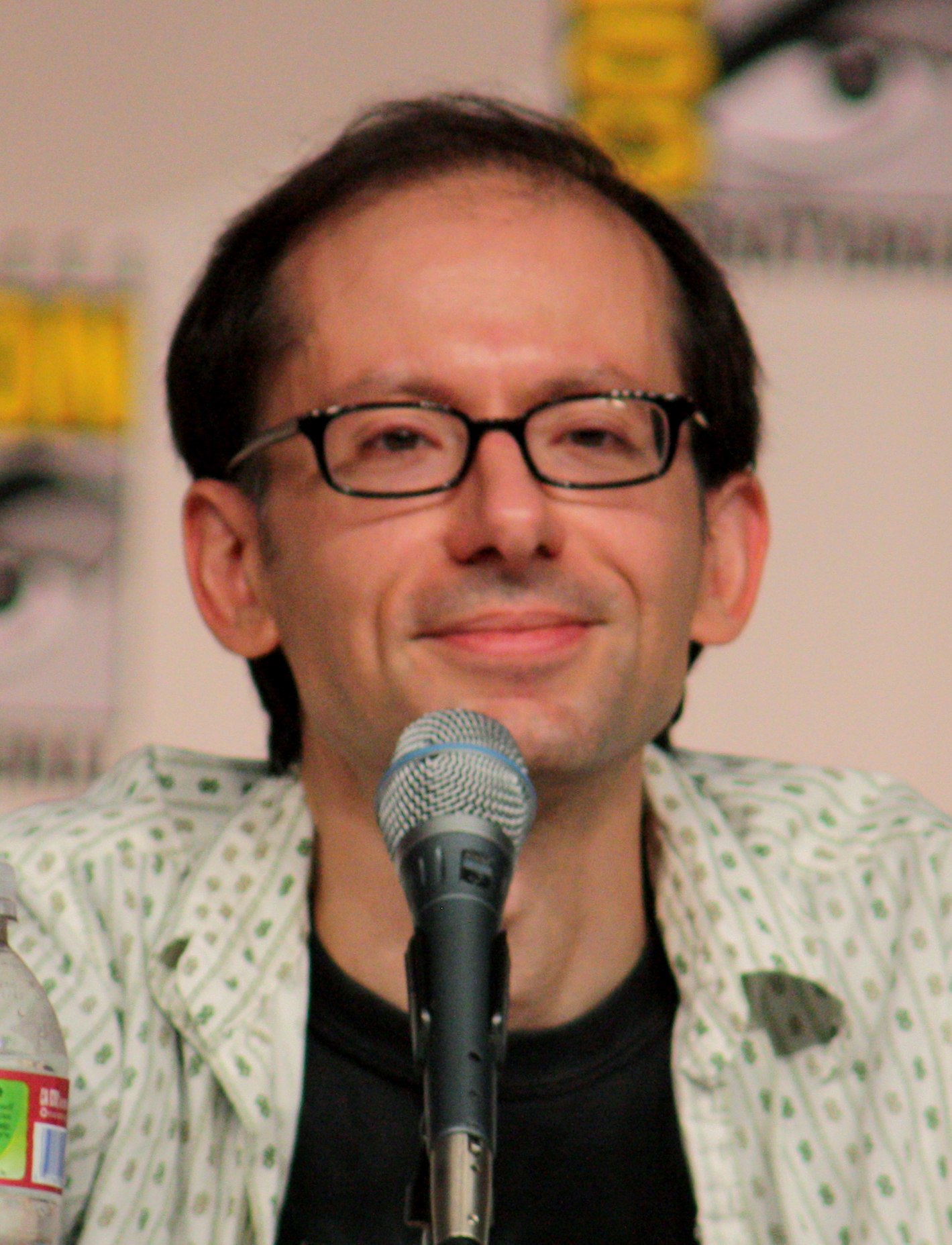
《飞出个未来》执行制作人大卫·X·科恩

吸毒成瘾和改宗是《其他机器人皆地狱》的主要讽刺目标。大卫·X·科恩（David X. Cohen）、马特·格勒宁和埃里克·卡普兰在《飞出个未来》的评论音轨中表示，他们对电视剧中各角色的塑造都很满意，打算开始朝没有尝试过的方向发展。科恩表示，班德吸电成瘾的情节如果换成人类吸毒成瘾肯定会有大麻烦，现在这样再合适不过。剧中部分涉及宗教的内容导致其中一名剧组成员反感，没有参与节目制作。科恩还称，编剧组从本集开始不再像之前那么紧张，工作起来更加随意，所以之后的《飞出个未来》分集都有类似观感。据卡普兰表示，《其他机器人皆地狱》剪辑前的素材足够制作三集节目。
科恩与肯·基勒（Ken Keeler）前往纽约，打算录制野兽男孩的戏段。两人等待三天后接到电话，野兽男孩同意录影，但之后未能落实，需要的音轨部分是后来录制。亚当·约赫录影时没空，所以只有亞當·霍羅維茨和麥可·戴門为各自的真人角色配音，霍罗维茨还为剧中的约赫配音。野兽男孩在本集共表演三首歌曲，分别是1998年的热卖单曲《星际系》（Intergalactic）、《超级迪斯科舞曲》（Super Disco Breakin），以及短暂的無伴奏合唱版《破坏》（Sabotage）。剧组起初邀请野兽男孩表演《为权利抗争》（Fight for Your Right），但他们不同意。《其他机器人皆地狱》包含《飞出个未来》开播后的第一首原创曲目《欢迎光临机器人地狱》（Welcome to Robot Hell），由卡普兰和基勒作词，基勒与克里斯托弗·廷（Christopher Tyng）作曲。为班德配音的約翰·迪·馬吉歐演出颇受赞誉，据他在评论音轨透露，虽然歌曲《欢迎光临机器人地狱》的节奏很快，但本集演出最困难的地方还是演唱时要把音高降低一个八度。

## 主题
除《其他机器人皆地狱》外，《飞出个未来》极少聚焦宗教信仰，大多数分集的剧情表明，星际快递船与公元3000年的绝大多数人类一样不信教。有两个宗教角色在《其他机器人皆地狱》首次亮相，分别是机器人魔鬼和莱昂内尔传教机器人牧师，之后都成为常设角色。机器人牧师说服班德加入机器人圣殿教时，语气类似典型的美国城市非裔牧师，接下来发生的一系列情节都与现实生活中许多人改宗后经历类似。马克·平斯基（Mark Pinsky）指出，《其他机器人皆地狱》从两方面阐述宗教的影响：班德改宗后变得更加虔诚，虽然这在一定程度上改善他的境遇，但也导致角色身上出现不讨喜的特点。班德向“罪行”屈服后机器人魔鬼出场，据平斯基的著作《辛普森一家传福音》（The Gospel According to The Simpsons）表述，魔鬼索取班德灵魂时的理由和许多美南浸信会教义类似：“班德想要求情，但无济于事。魔鬼说‘你加入教会时就同意的’，所有美南浸信会都有这套说辞。‘你犯了罪，就该下机器人地狱——永不超生’”。节目最后，班德又恢复以前的习惯，发誓永远不再做什么大善机器人或大恶机器人，这段是恶搞《启示录》中人应对信仰保持温和的说法。

## 文化指涉

机器人魔鬼演奏小提琴

《其他机器人皆地狱》包含大量宗教戏仿情节，还有许多涉及虚构宗教主题作品的文化指涉。剧名《其他机器人皆地狱》是恶搞让-保罗·萨特独幕剧（Huis clos）的著名台词“他人即地狱”。机器人地狱各层次的惩罚和基本原理，特别是对地狱的描绘与但丁《神曲》类似。《地狱公平法》中受上帝谴责的人可以通过小提琴比赛挽救灵魂并赢得纯金小提琴，这直接取自查理·丹尼尔斯乐队（The Charlie Daniels Band）的歌曲《魔鬼降临乔治亚》（The Devil Went Down to Georgia）。编剧科恩和男演员馬吉歐都在新泽西州长大，所以剧中有取笑该州的笑料。
机器人圣殿教是恶搞山達基教會的虚构宗教，为此《飞出个未来》主创人格勒宁曾接到该教会电话，对两者名称相似“表示关切”。格勒宁此前已在《辛普森一家》第九季分集《教派的喜悦》恶搞山達基。美国在线电视小队（TV Squad）在本集评论文章之后附上提问：“机器人圣殿教是不是恶搞山达基教会？”面对这个问题，男演员比利·维斯特（Billy West）开玩笑叉开话题没有回答。

## 反响
《其他机器人皆地狱》是格勒宁最喜欢的四集《飞出个未来》之一，之后与另外三集一起发行套装《怪物机器人狂人乐趣收藏》（Monster Robot Maniac Fun Collection）。包含格勒宁和马吉欧的评论音轨，以及《其他机器人皆地狱》的全长动画分镜。《温斯顿-撒冷日报》（Winston-Salem Journal）称赞《其他机器人皆地狱》是《飞出个未来》中表现相对优异的分集。丹·卡斯泰拉内塔在本集和《魔鬼双手是非多》（The Devil's Hands are Idle Playthings）中对机器人魔鬼的诠释赢得赞誉，评论称赞他表现亮眼。《南威尔声回声报》（South Wales Echo）在评论《飞出个未来》第一季时特别称赞本集和《机器人星球的恐惧》（Fear of a Bot Planet）情节天马行空。《世纪报》的布莱恩·科蒂斯（Brian Cortis）给予节目三星好评（最高四星）。
《飞出个未来》在美国首播，但尚未在英国播出时，安德鲁·柯林斯（Andrew Collins）就在《观察家报》发文期待剧集开播，并特别称赞《其他机器人皆地狱》和《爱之劳工迷失太空》（Love's Labors Lost in Space），认为剧中笑料充足而且信息量大。杂志的约翰·内特尔斯（John G. Nettles）认为，无论班德的角色形象，还是《飞出个未来》“玩世不恭的幽默感和狡黠的社会讽刺”，都在《其他机器人皆地狱》中体现得淋漓尽致，就连音乐曲目也“真他妈朗朗上口”。美国在线电视小队认为，《飞出个未来》最好笑的部分就是“机器人地狱”，特别是班德在机器人圣殿教“重生”以后。DVD判决（DVD Verdict）网站刊登大卫·约翰逊（David Johnson）的评论，批评这集在班德身上花费太多笔墨，他对节目的整体评分为（最高为）。此外，黑马漫画还根据节目推出漫画图书，副标题与本集相同，于2002年3月出版。